# Vítor Meira
Vítor Meira (Brasilia, 27 marzo 1977) è un pilota automobilistico brasiliano.
Partecipa al campionato Indy Racing League con la macchina numero 14 del team A.J. Foyt Enterprises. Corre in questo circuito dal 2002 e in precedenza aveva vinto il campionato della Formula 3 Sudamericana.
In IRL ha corso finora 96 gran premi, con due pole position e nessuna vittoria all'attivo; è noto però per essere giunto due volte secondo alla 500 Miglia di Indianapolis nel 2005 e nel 2008.
Nel 2007 gli è stato conferito lo Scott Brayton Award. Il suo miglior risultato nella classifica finale a punti dell'IRL è il 5º posto del 2006.
Alla 500 Miglia di Indianapolis 2009 è stato vittima di uno scontro con Raphael Matos al 174º giro rompendosi due vertebre.
Nel 2010 e nel 2011 correrà ancora in IndyCar Series col team A.J. Foyt Enterprises. In questi due anni non ottiene risultati di rilievo se non un terzo posto nella gara inaugurale della stagione 2010 a San Paolo in Brasile.